# Luftangriffe auf Prag

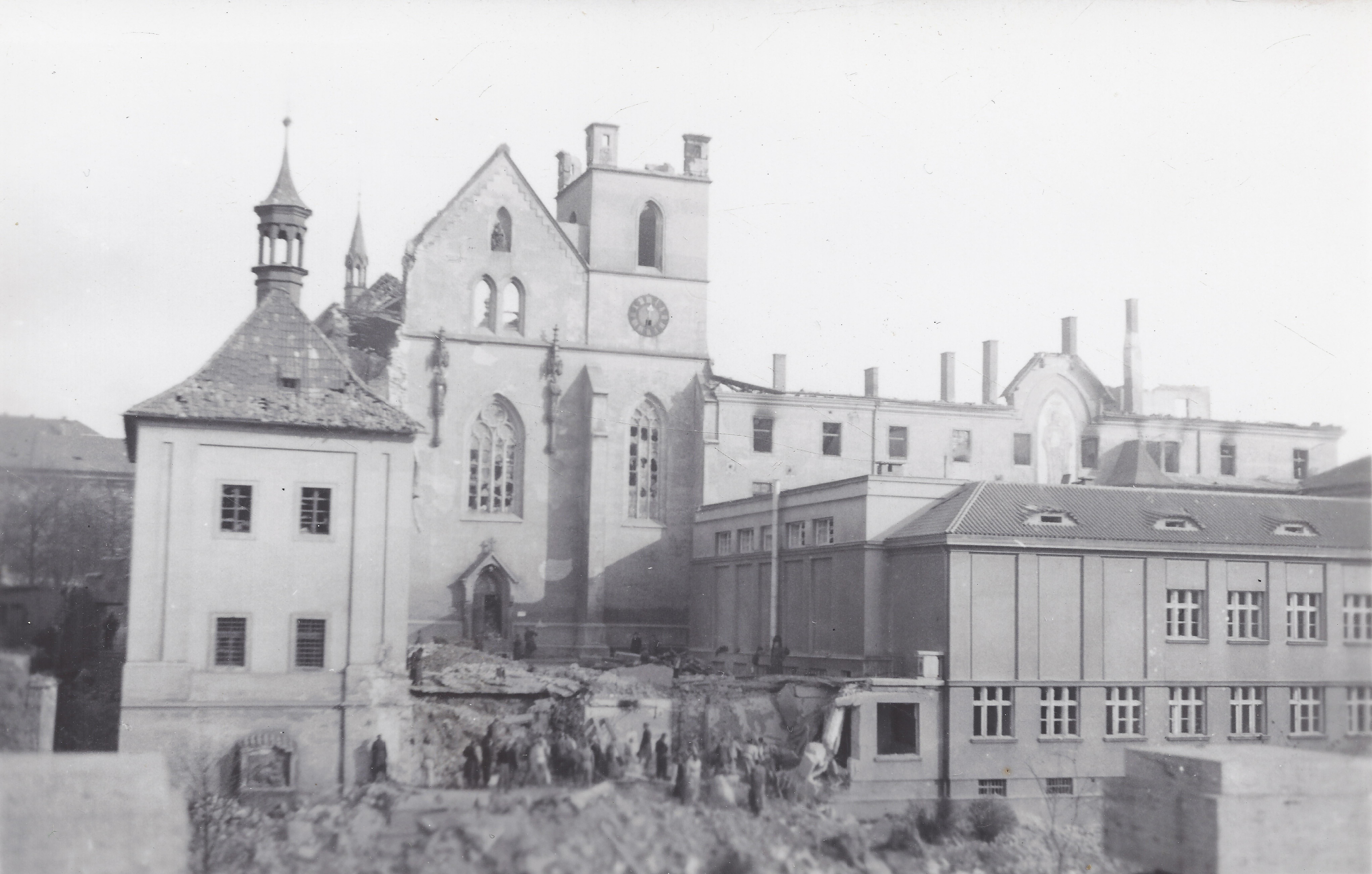
Das durch Luftangriffe zerstörte Emmauskloster

Im Zweiten Weltkrieg gab es mehrere Luftangriffe auf Prag. Prag, die größte tschechische Stadt, war zu dieser Zeit unter deutscher Besatzung die Hauptstadt des Protektorats Böhmen und Mähren.

## Erster Angriff
Am 5. Oktober 1941 gab es in der Zeit von 1:16 bis 3:15 Uhr Luftalarm in Prag. Von britischen Bombern wurden dabei etwa vier Brandbomben über der Stadt abgeworfen.

## Zweiter Angriff
Der zweite Luftangriff ereignete sich am 15. November 1944. Von zwei Flugzeugen unbekannter Herkunft wurden gegen Mittag mehrere Bomben (geschätzt 12 Stück) auf das städtische Kraftwerk (etwa 300 m westlich der heutigen Metrostation Holešovice) abgeworfen. Die Betriebsanlagen blieben unbeschädigt. Vier Bomben explodierten vor einem Nebengebäude und verletzten 15 Angestellte. In umliegenden Wohnhäusern sollen an Fenstern stehende Personen durch Splitter getötet worden sein. Etwa drei Bomben fielen in die Kohlehalde des Kraftwerks und wurden später entschärft.

## Dritter Angriff

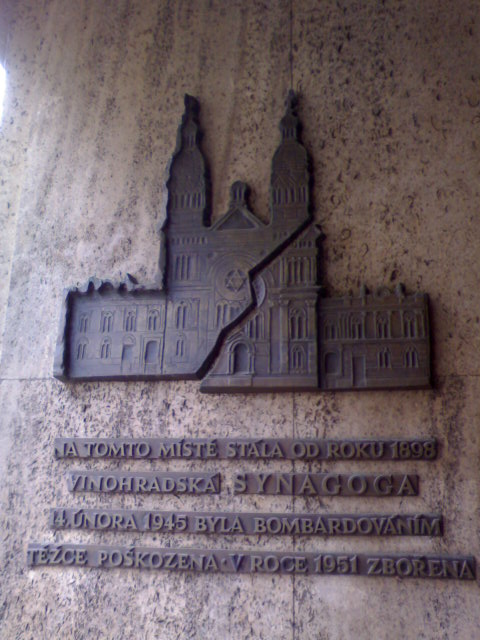
Denkmal für die im amerikanischen Bombenangriff zerstörte und nach dem Krieg abgerissene Synagoge von Vinohrady

Der dritte Luftangriff auf Prag ereignete sich am Aschermittwoch, dem 14. Februar 1945 und erfolgte durch die United States Army Air Forces (USAAF). Nach Angaben amerikanischer Piloten war die Bombardierung der Stadt auf einen Irrtum (infolge von Navigationsfehlern) zurückzuführen – demnach sollten sie die Luftangriffe auf Dresden etwa 100 Kilometer nördlich von Prag unterstützen.

### Das Bombardement
Ungefähr sechzig Boeing B-17 der amerikanischen Eighth Air Force warfen 152 Tonnen Bomben auf verschiedene Wohnviertel von Prag ab. Der Bombenteppich traf unter anderem Bereiche am Vyšehrad, in Vinohrady und in Pankrác. 700 Menschen starben insgesamt bei dem Angriff. 68 Gebäude wurden völlig zerstört, etwa 250 Gebäude schwer beschädigt. Darunter waren zum Teil historisch wertvolle Häuser, z. B. die prunkvollste Synagoge der Stadt in Vinohrady und das Emmauskloster in der Prager Neustadt. Das Ausmaß der Bombardierung war deutlich geringer als jenes der Luftangriffe auf die meisten deutschen Großstädte.

### Kontroverse
Obgleich die Amerikaner vielfach ihr Bedauern äußerten und die Ursachen für ihren Fehler in ungünstigen Wetterbedingungen und einer angeblichen Ähnlichkeit von Prag und Dresden aus der Luft sahen, wird auch heute noch manchmal die Vermutung geäußert, dass es doch ein gezielter Angriff gewesen sein könnte. Nach Zeugenaussagen habe sich eine Gruppe von Bombern einer größeren Formation klar von den anderen Bombern getrennt und sei nach Prag geflogen. Die Mehrzahl der Historiker glaubt allerdings daran, dass die Luftangriffe auf Prag tatsächlich ein Versehen waren.

## Letzter Angriff
Der letzte und größte Luftangriff auf Prag erfolgte am Palmsonntag, dem 25. März 1945, ebenfalls durch die USAAF. Diesmal handelte es sich um eine geplante Operation, an der 650 in Italien gestartete Bomber sowie Begleitjäger beteiligt waren. Der Angriff galt den Industriebetrieben im Osten Prags und dem Militärflugplatz Prag-Kbely. Der Sonntag wurde nach Darstellung der USAAF für den Angriff gewählt, um Menschenopfer in den Fabriken geringzuhalten. Das Wetter war optimal. Der Angriff erfolgte in zwölf Wellen zu je etwa 50 Flugzeugen in der Zeit von 11:48 bis 13:02 Uhr. Von den P-38-Begleitjägern wurde eine Me 262 abgeschossen, die nahe dem Prager Zoo abstürzte. Als Folgen des Angriffs wurden 235 Tote, 417 Verletzte, 90 zerstörte und 1360 stark beschädigte Objekte registriert.

## Folgen
Einige bekannte Gebäude der modernen Architektur in Prag, z. B. das Tanzende Haus oder die Emauzy-Kirche, befinden sich an Stellen von durch die Luftangriffe auf Prag zerstörten Gebäuden.